# КК Црвена звезда сезона 1946/47.
Сезона 1946/47. КК Црвена звезда обухвата све резултате и остале информације везане за наступ Црвене звезде у сезони 1946/47. С обзиром да се цело првенство играло по турнирском систему у Загребу, ова сезона се у ствари односи само на 1947. годину.

## Тим
Након годину дана које је по директиви Александар Николић провео у Партизану, вратио се у тим Црвене звезде.
| бр     | бр     | Позиција | Име                | Националност                                     | Напомене             |
| ------ | ------ | -------- | ------------------ | ------------------------------------------------ | -------------------- |
|        |        |          | Небојша Поповић    | Социјалистичка Федеративна Република Југославија | истовремено и тренер |
|        |        |          | Срђан Калембер     | Социјалистичка Федеративна Република Југославија |                      |
|        |        |          | Александар Гец     | Социјалистичка Федеративна Република Југославија |                      |
|        |        |          | Борислав Станковић | Социјалистичка Федеративна Република Југославија |                      |
|        |        |          | Александар Николић | Социјалистичка Федеративна Република Југославија |                      |
|        |        |          | Милан Бјегојевић   | Социјалистичка Федеративна Република Југославија |                      |
|        |        |          | Милан Благојевић   | Социјалистичка Федеративна Република Југославија |                      |
|        |        |          | Страхиња Алагић    | Социјалистичка Федеративна Република Југославија |                      |
|        |        |          | Милорад Соколовић  | Социјалистичка Федеративна Република Југославија |                      |
|        |        |          | Драган Гоџић       | Социјалистичка Федеративна Република Југославија |                      |
|        |        |          | Р. Јовановић       | Социјалистичка Федеративна Република Југославија |                      |
| Тренер | Тренер | Тренер   | Небојша Поповић    | Социјалистичка Федеративна Република Југославија |                      |

## Првенство Југославије
|    | Тим               | Игр. | Поб. | Пор. | П+  | П-  | Бод |
| -- | ----------------- | ---- | ---- | ---- | --- | --- | --- |
| 1. | Црвена звезда     | 4    | 4    | 0    | 167 | 118 | 8   |
| 2. | Задар             | 4    | 2    | 2    | 192 | 158 | 4   |
| 3. | Партизан          | 4    | 2    | 2    | 179 | 152 | 4   |
| 4. | Пролетер Зрењанин | 4    | 2    | 2    | 178 | 159 | 4   |
| 5. | Јединство Загреб  | 4    | 0    | 4    | 118 | 247 | 0   |